# Xanthorhoe emutata
Xanthorhoe emutata là một loài bướm đêm trong họ Geometridae.